# Жоховы (купцы)
Жоховы — русский род промышленников и купцов.

## Происхождение

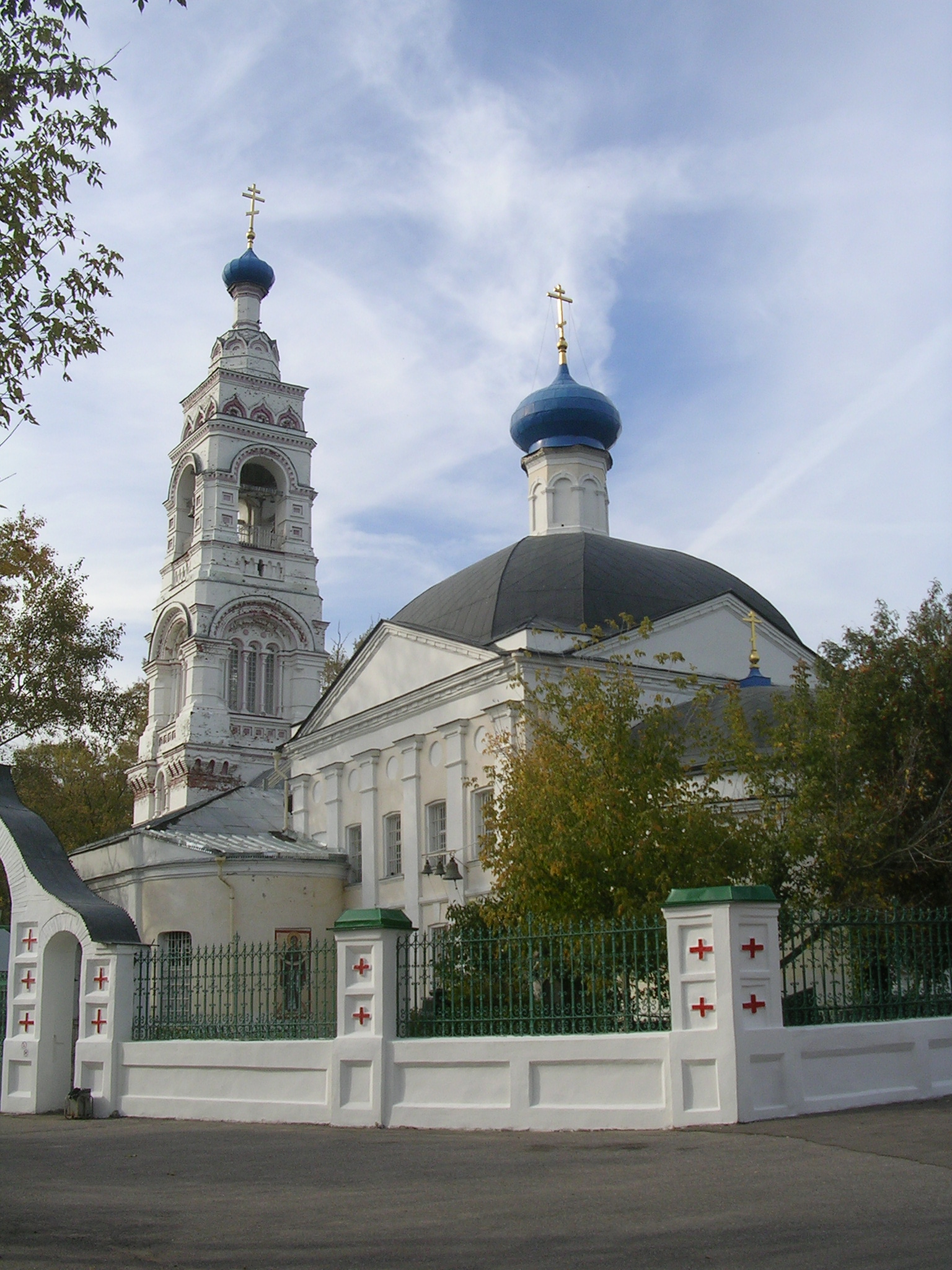
Покровская церковь, Кудиново, построена в 1835 г.

Фёдор Евдокимович Жохов – выходец из Гжели - с женой Анной Васильевной и детьми в середине XIX века организовал в деревне Белая в Васильевской волости Богородского уезда Московской губернии производство гончарных изделий, в том числе и производство кирпича. Сначала он работал управляющим на Дулёвском фарфоровом заводе Кузнецова. Поэтому, имея большой опыт, Жоховы очень быстро организовали в деревне Белая изготовление гончарных изделий: посуды, кринок, кувшинов, горшков, детских игрушек, свистулек и прочего.
После смерти Фёдора Евдокимовича главным в заводских делах по старшинству стал Гавриил Фёдорович. Затем, по-видимому, между братьями произошёл раздел недвижимости.
Некоторые Жоховы, наряду со священниками, служившими в Покровской церкви в Кудинове, были похоронены на почётном месте за алтарём храма. В 90-е годы XX века их могилы были осквернены, а мраморные надгробия похищены.

## Дом купцов Жоховых

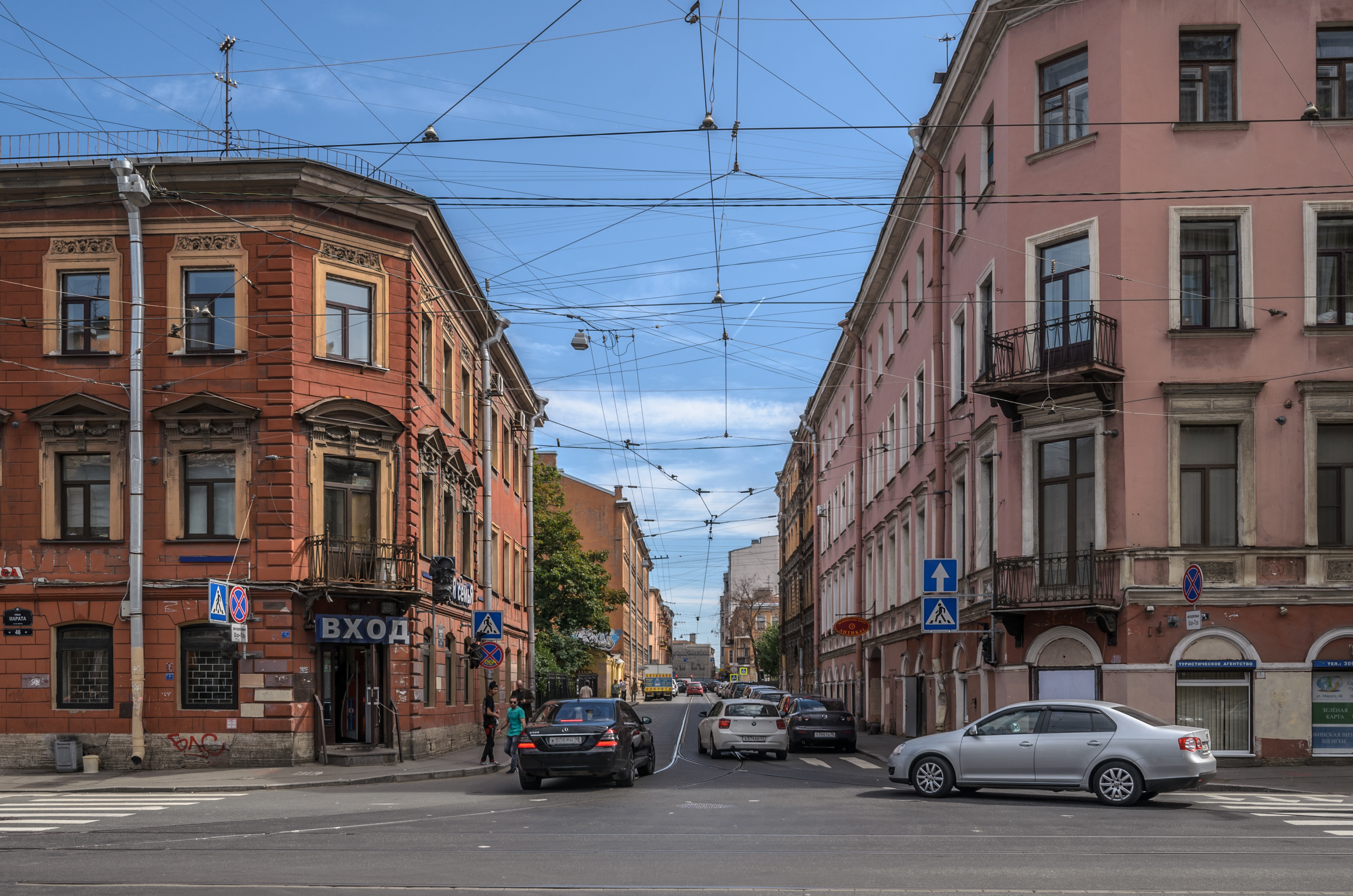
Санкт-Петербург. Свечной переулок
Дом Жоховых (слева)

В Санкт-Петербурге на улице Марата, д. 46 находится доходный дом купцов Жоховых (на углу улицы Марата и Свечного переулка), построенный в 1863 году по проекту архитектора А. И. Ланге. Заказчиком строительства был купец Дементий Жохов. Потом семья Жоховых долго владела домом, жила здесь, а также открыла тут овощную лавку и ренсковый погреб. Правда, после смерти старшего Жохова погреб перешел в руки другого купца, видного столичного коммерсанта Василия Григорьевича Баскова. От Жоховых дом № 46 в начале XX века перешел к новой владелице по фамилии Гейне.

## Кирпичные заводы
17 июля (30 июля по новому стилю) 1875 года братьям Жоховым было выдано свидетельство на право заниматься кирпичным промыслом.
На рубеже 19-20 веков купцами братьями Жоховыми - Гавриилом, Евдокимом, Василием, Иваном и Фёдором - строятся два завода сезонного производства огнеупорного кирпича в селе Кудиново и деревне Васильево.
Они применили новейшую по тем временам технику – паровые двигатели (локомобили) для глиномешалок и формовочных прессов. Высокая по тем временам производительность и более низкая стоимость продукции на их заводе обеспечили им такой успех, что деревню Белую какое-то время даже называли деревней Жохово.
Второй завод братьев Жоховых был открыт в 1898 г . близ железнодорожной станции Кудиново, от которой к нему были проложены дополнительные железнодорожные пути для производственных нужд. Лошадиные подводы были заменены ручными вагонетками. На заводе работало 110 рабочих. Выпускалось до 1,3 млн. изделий в год. Годовой капитал составлял 60 тысяч рублей. На заводе были применены 4 паровые машины, печь Гофмана и другие последние по тем временам технические новинки.
На кирпичи фабрик купцов Жоховых наносилось собственное клеймо в виде букв "Бр.-Ж", а также в виде надписи "Братья Жоховы с.Кудиново".
Все заводы, магазины, лавки, имущество, земли Жоховых были конфискованы в ходе объявленной борьбы с «классовыми врагами».
Всё их имущество было конфисковано. Жохов Евдоким Фёдорович со всей семьёй (9 детей) был выслан в Сибирь без средств к существованию. Павел Иванович Жохов (р. 1894), лишенец, был осуждён на 5 лет в один из сибирских концлагерей. Спустя много лет они все были реабилитированы.
После национализации
С 20-х годов XX века завод в Кудиново назывался «Коопсиликат», «Кудиновский кирпичный завод имени 1 Мая», «Кудиновский промколхоз», «Кудиновская сельхозартель имени 1-го мая». Некоторое время завод ещё назывался Кудиновским заводом керамических изделий.
А на базе завода в деревне Васильево возле станции в 1922 году был образован Кудиновский кирпичный завод треста «Моссиликат». В 1934-1937 годах на базе завода «Моссиликат» был построен Кудиновский огнеупорный завод № 2 треста «Мосогнеупор» Наркомата чёрной металлургии.
По свидетельствам местных старожилов бывший владелец завода Иван Фёдорович Жохов в 1925 г . всё ещё работал на нём в качестве специалиста-консультанта, технолога и контролёра.
1 октября 1957 года заводы объединились под общим названием Кудиновский завод «Керамблоки». В 1967 году завод вошёл в состав Главстройкерамики, а в 1973-1974 годах стал называться Кудиновский комбинат керамических изделий.